# Салават (телекомпания)
Телекомпания «Салават» — одна из крупнейших в Башкортостане муниципальная региональная телекомпания, расположенная в городе Салавате.
Основана в 1999 году. Первая передача вышла 31 декабря 1999 года.

## Адрес
Адрес телевизионной компании: 453261, Республика Башкортостан, г. Салават, ул. Октябрьская, д. 52

## Зона вещания
Вещание компании производится в эфире с телевизионной передающей станции в г. Салавате и по кабельным каналам города. Зона охвата — города Салават, Ишимбай, жилые поселения в радиусе 30 км.
Интернет позволяет смотреть выпуски передач компании «Салават» по всей планете.

## Технические возможности
Телекомпания «Салават» имеет современную в регионе техническую базу телевизионного производства.
Компания производит вещание на русском и башкирском языках.

## Проекты
"Наша основная задача — объективность подачи информации и уважение к телезрителю. Отсюда наше правило: мы не навязываем своей точки зрения комментарием, мы готовы помочь разобраться, предлагая телезрителю самому сделать вывод по проблеме, оценить событие или факт, выразив своё мнение...".
- Проект «Эхо недели» — ежедневная новостная телевизионная передача освещающая события в городе Салавате. Основной целью проекта является освещение событий и общественной жизни в городе Салавате. Существовала до июня 2019 года. На смену пришла программа новостей «Салават сегодня. Итоги» (автор и постоянный ведущий этой программы до октября 2020 года — Р. Хакимов)
- «7 Чудес Салавата» — проект, призванный поднимать интерес жителей к своему городу и его истории[1].
- «Йәнтөйәк» — программа на башкирском языке. В программе рассказываеся о красоте и глубине башкирской национальной культуры, традициях, фольклора и духовности.
- «Добрый космос» — конкурс рисунков детей города Салавата[2]

## Награды
Компания получила награды и дипломы за творческие проекты и работы:
- Диплом Лауреата 8-го открытого республиканского фестиваля-конкурса киновидеофильмов в номинации «За актуальность темы» — в 2002 году.
- Диплом за 1 место среди информационных программ в региональном телевизионном конкурсе «Открой себя для других» — в 2003 году
- Диплом в номинации «Лучшая информационная программа» на телевизионном конкурсе в 2004 году
- Диплом ассоциации телерадиовещателей Башкортостана второй степени за информационно- аналитическую программу телекомпании «Эхо недели» в 2006 году
- Специальный приз второго межрегионального телефестиваля «Земля и люди» за вклад в развитие регионального телевидения в 2007 году.

## Руководители
Зыкина Раиса Фаритовна (1999—2004) заслуженный работник культуры РБ, член союза журналистов РФ и РБ
Адеева Ирина Васильевна (2004—2010)
Алешкович Сергей Владимирович (2010—2012) член союза журналистов РФ и РБ
Назаров Рафаэль Гибатович (2012—2017)
Гайнанов Рустем Рашитович (2017—2019)
Хакимов Равиль Мирсаетович (2019—2020) член союза журналистов РФ и РБ, член союза театральных деятелей РФ

## Видеоархив
Видеоархив компании доступен на сайте телекомпании и на авторской странице TK Salavat.